# Аршична (заказник)
А́ршична  — ботанічний заказник місцевого значення в Україні. Розташований у межах Тячівського району Закарпатської області, на північ від села Лопухів. 
Площа 24,5 га. Статус надано згідно з рішенням облвиконкому від 18.10.1983 року № 270, ріш. ОВК від 23.10.1984 року № 253. Перебуває у віданні ДП «Брустурянське ЛМГ» (Кедринське лісництво, кв. 5, 9, 10). 
Статус надано з метою збереження природних угруповань арніки гірської — виду, занесеного до Червоної книги України.